# Йока Казуто
Йока Казуто (яп. 井岡一翔, англ. Kazuto Ioka; 24 березня 1989, Сакай) — японський професійний боксер, перший і станом на 2023 рік єдиний японський чемпіон світу в чотирьох вагових категоріях: за версіями WBC (2011—2012) та WBA (2012) у мінімальній вазі, за версією WBA (Regular) (2012—2014) у першій найлегшій вазі, за версією WBA (2015—2017) у найлегшій вазі і за версіями WBO (2019—2023) та WBA (2023—2024) у другій найлегшій вазі.

## Професіональна кар'єра
Дебютував на профірингу 12 квітня 2009 року. 11 лютого 2011 року у сьомому бою завоював титул чемпіона світу за версією WBC в мінімальній вазі, відібравши його у колишнього чемпіона Олейдонга Ситсамерчай (Таїланд). 20 червня 2012 року у об'єднавчому бою відібрав титул чемпіона світу за версією WBA у мінімальній вазі у Яегаши Акіра (Японія).
В наступному бою 31 грудня 2012 року завоював вакантний титул чемпіона світу за версією WBA (Regular) у першій найлегшій вазі, який тричі успішно захистив.
7 травня 2014 року вийшов на бій за титул чемпіона світу за версією IBF у найлегшій вазі проти Амната Руенроенг (Таїланд) і програв розділеним рішенням.
22 травня 2015 року переміг Хуана Карлоса Ревеко (Аргентина) і завоював титул WBA (Regular) у найлегшій вазі. Провів три вдалих захиста і був підвищений до звання повноцінного чемпіона світу WBA у найлегшій вазі.
8 вересня 2018 року в бою проти Маквільямса Арройо (Пуерто-Рико) завоював титул WBC Silver у другій найлегшій вазі. 31 грудня 2018 року вийшов на бій за вакантний титул чемпіона світу за версією WBO у другій найлегшій вазі проти Донні Ньєтеса (Філіппіни) і програв розділеним рішенням.
19 червня 2019 року в бою проти Астона Палікте (Філіппіни) завоював вакантний титул чемпіона світу за версією WBO у другій найлегшій вазі. Впродовж 2019—2022 років провів п'ять успішних захистів звання чемпіона, в тому числі нокаутував Танака Цуненарі, а 13 липня 2022 року взяв реванш у Донні Ньєтеса.
31 грудня 2022 року в Токіо відбувся об'єднавчий поєдинок між чемпіоном WBO Йока Казуто і чемпіоном WBA (Super) Джошуа Франко (США). Бій завершився нічиєю. Обидва боксери були не проти реваншу, але WBO вимагала від Казуто провести негайний захист проти обов'язкового претендента Накатані Юнто, тому 14 лютого 2023 року Йока звільнив титул WBO. Реванш між Йока і Франко відбувся 24 червня 2023 року. Американець втратив свій титул ще на зважуванні, не вклавшись у вагу, тож за пояс WBA бився тільки Йока Казуто. Поєдинок тривав увесь відведений час, і японець виглядав краще у більшості раундів, що і засвідчили суддівські записки — 115-113 і двічі 116-112 на його користь. Йока знов став чемпіоном у другій найлегшій вазі.
7 липня 2024 року вийшов на об'єднавчий бій з чемпіоном IBF Фернандо Мартінесом (Аргентина). Обидва боксера, працюючи багатоударними комбінаціями, викинули за бій велику кількість важких ударів. Все ж у аргентинця було більше влучань, і він здобув перемогу одностайним рішенням суддів.

## Таблиця боїв
| 31 Перемога (16 нокаутом), 3 Поразки (0 нокаутом), 1 Нічия. |           |                             |        |         |     |                |                                   | |
| №                                                           | Результат | Противник                   | Спосіб | Раунд   | Час | Дата           | Місце проведення                  | Примітки |
| 35                                                          | 31-3-1    | Фернандо Мартінес (16-0)    | UD     | 12      |     | 7 липня 2024   | Ryōgoku Kokugikan, Токіо          | Втратив титул чемпіона за версією WBA у другій найлегшій вазі. Бій за титул чемпіона за версією IBF у другій найлегшій вазі. |
| 34                                                          | 31–2-1    | Хосбер Перес (20-3)         | KO     | 7 (12)  |     | 31 грудня 2023 | Ota-City General Gymnasium, Токіо | Захистив титул чемпіона за версією WBA у другій найлегшій вазі.                                                              |
| 33                                                          | 30–2-1    | Джошуа Франко (18-1-3-1)    | UD     | 12      |     | 24 червня 2023 | Ota-City General Gymnasium, Токіо | Виграв титул чемпіона за версією WBA у другій найлегшій вазі.                                                                |
| 32                                                          | 29-2-1    | Джошуа Франко (18-1-2-1)    | MD     | 12      |     | 31 грудня 2022 | Ota-City General Gymnasium, Токіо | Захистив титул WBO у другій найлегшій вазі. Бій за титул чемпіона за версією WBA у другій найлегшій вазі                     |
| 31                                                          | 29-2      | Донні Ньєтес (43-1-6)       | UD     | 12      |     | 13 липня 2022  | Ota-City General Gymnasium, Токіо | Захистив титул чемпіона WBO у другій найлегшій вазі.                                                                         |
| 30                                                          | 28-2      | Фукунага Рьоджі (15-4)      | UD     | 12      |     | 31 грудня 2021 | Ota-City General Gymnasium, Токіо | Захистив титул чемпіона WBO у другій найлегшій вазі.                                                                         |
| 29                                                          | 27-2      | Франсіско Родрігес (34-4-1) | UD     | 12      |     | 1 вересня 2021 | Ota-City General Gymnasium, Токіо | Захистив титул чемпіона WBO у другій найлегшій вазі.                                                                         |
| 28                                                          | 26-2      | Танака Косеї (15-0)         | TKO    | 8 (12)  |     | 31 грудня 2020 | Ota-City General Gymnasium, Токіо | Захистив титул чемпіона WBO у другій найлегшій вазі.                                                                         |
| 27                                                          | 25-2      | Джейв'єр Сінтрон (11-0)     | UD     | 12      |     | 31 грудня 2019 | Ota-City General Gymnasium, Токіо | Захистив титул чемпіона за версією WBO у другій найлегшій вазі.                                                              |
| 26                                                          | 24-2      | Астон Палікте (25-2-1)      | TKO    | 10 (12) |     | 19 червня 2019 | Makuhari Messe, Токіо             | Виграв вакантний титул чемпіона світу за версією WBO у другій найлегшій вазі.                                                |
| 25                                                          | 23-2      | Донні Ньєтес (41-1-5)       | SD     | 12      |     | 31 грудня 2018 | Wynn Palace Cotai, Макао          | Бій за вакантний титул чемпіона світу за версією WBO у другій найлегшій вазі.                                                |
| 24                                                          | 23-1      | Маквільямс Арройо (17-3)    | UD     | 10      |     | 8 вересня 2018 | Forum, Інглвуд                    | Виграв титул WBC Silver у другій найлегшій вазі.                                                                             |